# Crise constitucional no Sri Lanka em 2018
A crise constitucional no Sri Lanka de 2018  surgiu quando a Aliança da Liberdade do Povo Unido, sob a liderança do presidente Maithripala Sirisena, retirou-se do governo de unidade nacional e nomeou o ex-presidente e então congressista Mahinda Rajapaksa como primeiro-ministro do Sri Lanka em 26 de outubro de 2018, visando substituir o titular Ranil Wickremesinghe, que considerou a nomeação como ilegal e recusou-se a renunciar, resultando assim em dois primeiros-ministros em exercício.
A decisão súbita de Sirisena instigou "turbulências políticas no país". Wickremesinghe, juntamente com o seu partido político (o Partido Nacional Unido), muitos membros do Parlamento e partidos da oposição se recusaram a reconhecer sua remoção e a nomeação de Rajapaksa, afirmando que a medida era inconstitucional. Wickremesinghe afirmou que comanda uma maioria no parlamento e solicitou ao presidente do legislativo Karu Jayasuriya que convocasse imediatamente uma sessão extraordinária. O presidente Sirisena ignorou todos os apelos para reconvocar o parlamento e, em 27 de outubro, suspendeu as sessões parlamentares, adiando suas reuniões até 16 de novembro. Sirisena faria ainda uma tentativa fracassada de formar um novo conselho de ministros com Mahinda Rajapaksa como primeiro-ministro em 29 de outubro de 2018, enquanto Wickremesinghe insistia em permanecer refugiado em Temple Trees, a residência oficial do primeiro-ministro. As alegações de suborno e intimidação foram amplamente difundidas quando congressistas desertaram e trocaram o apoio, enquanto a comunidade internacional instava pelo regresso do parlamento.
Mahinda Rajapaksa tem sido uma figura controversa no país desde a Guerra Civil do Sri Lanka. Ele e seus familiares próximos foram acusados e estão atualmente sob investigação por corrupção. O destino dos casos de corrupção dirigidos aos membros da família Rajapaksa, juntamente com as investigações sobre os assassinatos de jornalistas e outros durante a presidência de Rajapaksa (2005-2015), são desconhecidos devido à crise constitucional.
Em 9 de novembro, Sirisena dissolve o parlamento e pede eleições antecipadas. O Partido Nacional Unido, a Aliança Nacional Tâmil, o partido esquerdista JVP e outros grupos políticos, por sua vez, declararam a ação como inconstitucional e recorreram ao Supremo Tribunal, que em 13 de novembro deliberou pela anulação da decisão do presidente.

## Contexto

### Presidência Rajapaksa
A presidência do Mahinda Rajapaksa, desde 2005 a 2015, era um regime crescentemente autoritário caracterizado pela diminuição dos direitos humanos, nepotismo, o enfraquecimento das instituições governamentais, progresso lento de reconciliação nacional após a Guerra Civil do Sri Lanka, e relações fortes com China. Antes de servir como Presidente, Rajapaksa também serviu como Primeiro-Ministro. Em 2009, Rajapaksa terminou a Guerra Civil do Sri Lanka que durou 27 anos, mas ele foi acusado de crimes de guerra e abusos dos direitos humanos. Na auge do seu poder, Mahinda Rajapaksa e sua família controlaram 80 por cento do orçamento nacional em que Rajapaksa serviu como Ministro de Finanças e quatro outros postos do gabinete simultaneamente enquanto seus três irmãos serviram como Ministro da Defesa, Ministro da Economia e Portos, e Parlamentar do Parlamento do Sri Lanka. Muitos críticos do regime, incluindo jornalistas, desapareceram. De acordo com Reuters, depois da Guerra Civil, Rajapaksa tomou emprestado "bilhões de dólares" da China para construir projetos de infraestrutura que têm pouco valor econômico para o país. Estes projetos eram vistos como projetos de vaidade ou elefantes brancos.